# Məşədiqaralar
Məşədiqaralar è un comune dell'Azerbaigian situato nel distretto di Goranboy. Conta una popolazione di 595 abitanti.